# Större piplärka
Större piplärka (Anthus richardi) är en fågel som tillhör släktet piplärkor i familjen ärlor. Den häckar i södra Sibirien, Mongoliet, delar av Centralasien och Kina i öppna landskap. Vintertid flyttar de flesta till Syd- och Sydostasien. En liten andel rör sig dock västerut så långt som till Portugal och ses då regelbundet men sällsynt under flyttningen i stora delar av Europa. IUCN kategoriserar den som livskraftig.

## Utseende och läte

### Utseende
Större piplärka är som namnet avslöjar en stor piplärka, men i övrigt en oansenlig art på marken, mestadels brun ovantill och ljus undertill. Den har långa ben, lång stjärt och lång mörk näbb. Den står ofta mycket upprätt. Flykten är kraftfull och rak. I södra Asien på vintern kan den vara svår att  skilja från andra stora piplärkor som övervintrar eller är stannfåglar i området, som mongolpiplärkan.

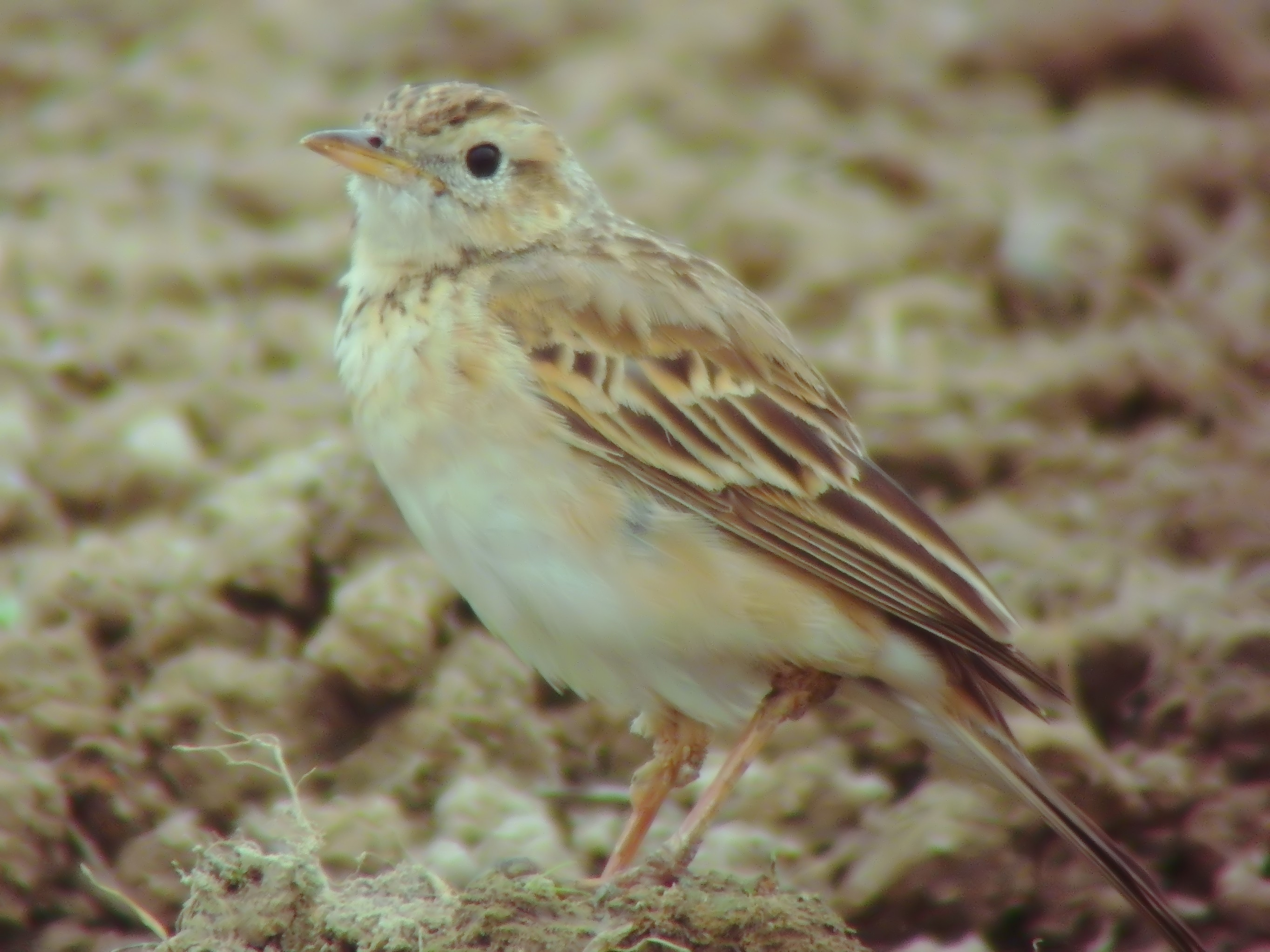

### Läte
I flykten hörs ett karakteristiskt explosivt "sjrip"-läte. Sången är mycket enkel, bestående av en serie sträva snabba stavelser som upprepas tre till tolv gånger. Den framförs vanligen i flykten, men även från sittplats.

## Utbredning och systematik
Större piplärka häckar i södra Sibirien, Mongoliet, i delar av Centralasien och i norra, centrala och östra Kina. Den är en långflyttare som övervintrar på den indiska subkontinenten, i Sydostasien och i södra Kina, med övervintrare observerade så långt söderut som Sri Lanka, Singapore och norra Borneo. Den observeras också sällsynt under flytten i Korea och Japan.
En liten del av populationen flyttar regelbundet om hösten västerut och individer har rapporterats från merparten av länderna i Europa, Mellanöstern och Nordafrika. Den ses årligen under perioden september till november vid kustlokaler i Storbritannien, Nederländerna och Skandinavien, med ett fåtal observationer även på våren. Ett mindre antal övervintrar i länder som Spanien, Portugal och Marocko. I Sverige är arten en sällsynt men regelbunden gäst.

### Underarter
Större piplärka behandlas antingen som monotypisk, det vill säga att den inte delas in i några underarter, eller också delas den in i fem underarter med följande utbredning:
- Anthus richardi richardi – häckar i sydvästra Sibirien och nordöstra Kazakstan till de nedre områdena vid Bajkalsjön. Övervintrar främst i sydvästra Asien.
- Anthus richardi dauricus – häckar från Transbajkal till Ochotska havet, norra Mongoliet och i nordöstra Kina. Övervintrar i södra Asien
- Anthus richardi centralasiae – häckar från östra Kazakhstan till västra och södra Mongoliet och norra Kina. Övervintrar i södra Asien
- Anthus richardi ussuriensis – häckar från sydöstra Ryssland till Kina och förmodligen Korea. Övervintrar i Sydostasien.
- Anthus richardi sinensis – häckar i sydöstra Kina söder om floden Yangtze

Större piplärka har tidigare ofta behandlats som en underart till nyazeelandpiplärka.

### Släktestillhörighet
DNA-studier visar att arterna i släktet Anthus inte står varandra närmast, där typarten för släktet ängspiplärkan står närmare piplärkorna i Macronyx än större piplärka och dess närmaste släktingar (bland andra fältpiplärka, mongolpiplärka och långnäbbad piplärka). Det medför att större piplärka antingen kommer föras till ett annat släkte i framtiden, eller att Macronyx inkluderas i Anthus. Inga större taxonomiska auktoriteter har dock ännu implementerat dessa nya forskningsresultat.

## Ekologi

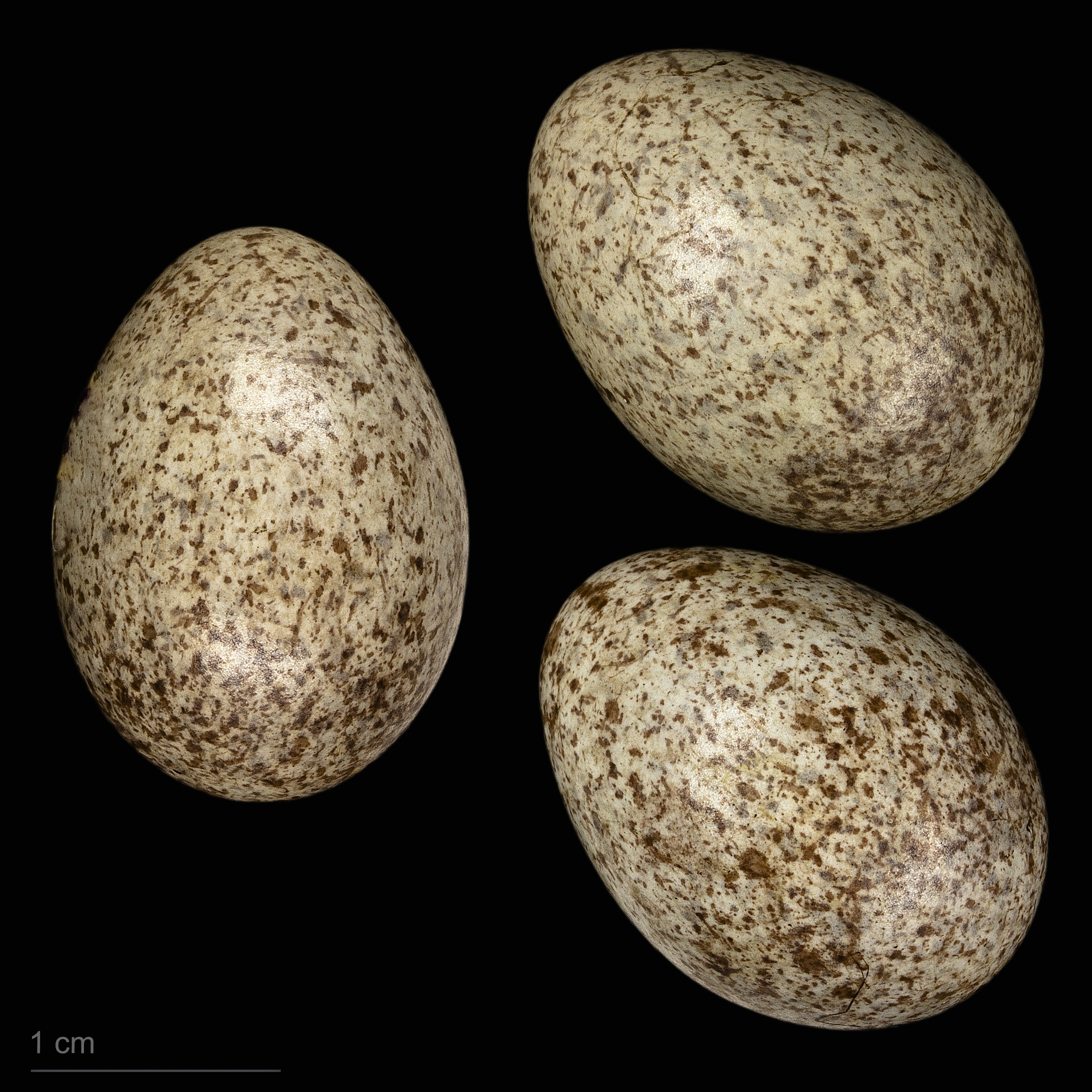
Anthus richardi

Större piplärka återfinns i öppet landskap, gärna platta låglänta områden som gräsmarker, stäpp och jordbruksområden. På flytten, i Europa, påträffas den mest på uddar och öar. Liksom andra piplärkor är den en insektsätare som födosöker på marken. Den kan också göra utfall och fånga insekter i flykten. Arten kan också ibland äta frön. Boet byggs en till två veckor efter ankomst till häckningsområdet. Boet som är gjort av gräs eller mossa placeras på marken under en grästuva eller i en fördjupning. Kullen består av 4–6, oftast 4–5 ägg, som är brunaktiga, med oliv- eller gråfläckiga och streckade.

## Större piplärka och människan

### Status och hot
Arten har ett stort utbredningsområde och en stor population med stabil utveckling. Utifrån dessa kriterier kategoriserar IUCN arten som livskraftig (LC). Världspopulationen har inte uppskattats, men den beskrivs som vanlig i större delen av utbredningsområdet.

### Namn
Det vetenskapliga namnet richardi är efter den franske naturvetaren Richard de Lunéville. På svenska har den tidigare kallats stor piplärka.